# Marta Babálová
Marta Babálová (13. prosince 1930 Bratislava - 23. dubna 2019) byla slovenská a československá politička, po sametové revoluci československý poslankyně Sněmovny národů Federálního shromáždění za Kresťanskodemokratické hnutie.

## Biografie
Pocházela ze staré Bratislavy. Jejím otcem byl Jozef Trnovec, matkou Augusta Lerchnerová. Dětství strávila v Bratislavě, letní prázdniny u prarodičů v Banské Bystrici. Vystudovala dívčí gymnázium sv. Uršuly v Bratislavě. Z politických důvodů nemohla nastoupit ke studiu na Vysokou školu ekonomickou v Bratislavě. V roce 1951 se provdala za Doc. MUDr. Marcela Babála, CSc. Měli spolu deset dětí. Angažovala se v církvi a podílela se na založení pěveckého sboru Ursus Singers. Díky znalosti němčiny působila i jako tlumočnice.
Ve volbách roku 1990 zasedla za KDH do slovenské části Sněmovny národů (volební obvod Východoslovenský kraj). Ve Federálním shromáždění setrvala do voleb roku 1992.
V roce 2010 získala na sněmu KDH pořádaném k 20. výročí založení této politické strany ocenění KDH.